# Kāmalāpuram
Kāmalāpuram är en ort i Indien.   Den ligger i distriktet Cuddapah och delstaten Andhra Pradesh, i den södra delen av landet, 1 600 km söder om huvudstaden New Delhi. Kāmalāpuram ligger 141 meter över havet och antalet invånare är 14 677.
Terrängen runt Kāmalāpuram är mycket platt. Runt Kāmalāpuram är det ganska tätbefolkat, med 192 invånare per kvadratkilometer. Närmaste större samhälle är Erraguntla, 14,6 km väster om Kāmalāpuram. Omgivningarna runt Kāmalāpuram är en mosaik av jordbruksmark och naturlig växtlighet.